# الدوكرة

تعديل مصدري - تعديل

الدوكره هي إحدى قرى عزلة جعار بمديرية خنفر التابعة لمحافظة أبين، بلغ تعداد سكانها 119 نسمة حسب تعداد اليمن لعام 2004.